# História da internet na Paraíba
O berço da Internet na Paraíba é a Universidade Federal da Paraíba (UFPB). Desde a década de 1980, a universidade já vinha desenvolvendo projetos de montagens de redes de computadores e já tinha, no final da década, algumas redes que funcionavam internamente nos campi da Universidade em João Pessoa e Campina Grande. Exemplo dessa atuação são os grupos de pesquisas criados na época para essa finalidade como o Grupo de Redes de Computadores e Sistemas Distribuídos do Departamento de Sistemas e Computação (DSC) da UFPB, em Campina Grande, hoje UFCG (em meados de 1990 passou a se denominar Grupo de Redes de Computadores e Sistemas Distribuídos). Esse grupo foi, inclusive, uma das primeiras equipes constituídas no Brasil na área de redes. Como resultado desse importante papel, em 1984 a UFPB organizou em Campina Grande um importante evento de tecnologias de redes: o II Simpósio Brasileiro de Redes de Computadores, que posteriormente se tornou o principal evento brasileiro da área .
A BITNET era, até fins de 1980 e começo dos anos de 1990, a principal conexão do Brasil a uma rede de computadores internacional. O engajamento a essa rede, que começou com o LNCC, tinha como uma das figuras centrais o Jayme Goldstein, chefe do Departamento de Ciência da Computação do LNCC, que promovia o uso da rede entre outras instituições brasileiras. Para um melhor entendimento, consultar o artigo: A Evolução das Redes Acadêmicas no Brasil: Parte 1 - da BITNET à Internet -->  .

## A chegada da BITNET à Paraíba
Em 1989 o professor Mario José Delgado Assad, do Departamento de Física da UFPB, estava no Centro Brasileiro de Pesquisas Físicas (CBPF), no Rio de Janeiro, concluindo o seu doutorado em Física. Foi nessa época que tomou conhecimento com outros intelectuais da implantação da rede BITNET e se interessou pelo projeto .
Pretendendo trazer esse projeto à Paraíba, o professor Mário Assad resolveu ir ao LNCC para analisar a possibilidade de se fazer a conexão com a rede. No Laboratório Nacional procurou o Jayme Goldstein, e falou do interesse em levar a BITNET até a Paraíba. Goldstein, como também já pretendia disseminar o uso da rede pelo país, aprovou a solicitação e se prontificou em estabelecer uma ligação na UFPB. Depois de um longo processo de avaliações com o técnico Jácomo Paladino, que era representante de negócios da IBM; o Jayme Goldstein e o professor Mário Assad elaboraram um primeiro projeto de implantação de uma rede ligada à BITNET, no qual estava previsto a vinda do Goldstein e de um técnico do LNCC para começar a estabelecer o enlace da BITNET na Paraíba. Depois disso, Mário Assad retornou ao Estado.
Posteriormente, ao chegarem à UFPB, um técnico do LNCC, aproveitando a infraestrutura de rede primária já montada no Departamento de Física do campus I, configurou todos os equipamentos. O professor, juntamente com outros pesquisadores da Universidade, começaram então a estabelecer alguns enlaces discados com o LNCC a uma taxa de transferência de 2.4 kbps. Essa foi a primeira conexão da Paraíba a uma rede nacional e, a partir desse ponto, à BITNET. A única, a então, no Norte e Nordeste, como informou o próprio Assad, ligando o Departamento de Física diretamente ao LNCC, nos fins de 1989 .
Visando estabelecer uma ligação permanente para essa rede, equipes da UFPB negociaram e começaram os preparativos para o estabelecimento de uma ligação permanente com a USP. No final dos anos 1990, a UFPB contratou com a Embratel o canal dedicado para a implantação da rede: um canal São Paulo – João Pessoa e outro João Pessoa – Campina Grande. A velocidade da nova linha foi de 4.8 kbps. Enfim, em 1991, a UFPB passou a ter um nó da rede BITNET e o sinal foi distribuído para o campus de Campina Grande. Foi nesse período que oficialmente a Universidade Federal da Paraíba foi considera um nó (um canal dedicado para a conexão à BITNET) .
Para que a conexão à BITNET através da USP fosse montada, diversas equipes de técnicos foram mobilizadas na UFPB em João Pessoa e Campina Grande, com auxílio de técnicos da USP. O computador montado no campus I em João Pessoa se chamou BR UFPB I e o do campus II, em Campina Grande, se chamou BR UFPB II.

## A chegada da Internet à Paraíba
No final de 1992, a UFPB e a Fundação Parque Tecnológico da Paraíba (PAQTC) conseguiram do CNPq e da RNP o patrocínio para a instalação provisória da Internet para uma demonstração durante a realização de uma Feira de Tecnologia (FETEC) em Campina Grande. Esse evento era promovido pela PAQTC. Para viabilizar essa demonstração o Departamento de Sistemas e Computação da UFPB em Campina Grande, que dispunha dos equipamentos e técnicos qualificados, foi convocado para montar uma pequena rede. Assim, os técnicos, liderados pelo professor Nicolletti, montaram a pequena rede e realizaram a conexão com o ponto de Internet mais próximo, que era o do Instituto Tecnológico de Pernambuco (ITEP), que por sua vez era ligado à RNP. A velocidade era de 19,2 Kbps. Dessa forma, em novembro de 1992, a Paraíba teve pela primeira vez acesso à Internet .
Depois do encerramento da FETEC, a RNP começou a realizar os procedimentos de desconexão da rede de demonstração. Essa decisão gerou protestos na comunidade acadêmica local, que pressionou o órgão pela manutenção do acesso à Internet. Com as insistências, a RNP decidiu transferir a conexão da FETEC para o DSC, que já dispunha de uma rede de computadores com diversas máquinas interligadas.
No entanto, a UFPB ainda não tinha um canal dedicado e com as persistências da comunidade acadêmica paraibana, naquele mesmo ano (1992), o CNPq resolveu então propor duas condições para o patrocínio do canal. A primeira seria que a Universidade deveria oferecer um roteador. A segunda contrapartida seria a estruturação de uma rede regional. Depois de analisadas essas possibilidades, a UFPB decide então estruturar a rede. Entretanto, dos três Departamentos que tinham equipamentos em condições de servirem como roteadores, o único em condição de disponibilizar uma máquina exclusivamente para isso era o DSC, que possuía doze máquinas. Esse foi mais um fator que contribuiu para a implementação da primeira conexão à Internet no campus II.
Assim, começou a preparação da rede que seria conectada à Internet. O DSC cedeu o computador e o CNPq comprou o canal dedicado de comunicação, a uma velocidade de 9.6 Kbps, para a conexão da UFPB à RNP. Então, os computadores do DSC, ligados em rede, foram conectados ao IBM 4381 que estava na Rede Paraibana de Pesquisa (RPP), cujo centro de operações ficava no DSC. Esse computador foi ligado ao outro IBM 4381 no RPP da UFPB em João Pessoa e daí distribuído para outros Laboratórios e Departamentos. Em poucos meses, precisamente em março de 1993, a RNP instituiu definitivamente seu Ponto de Presença no Estado da Paraíba (POP-PB). O professor Nicolletti passou a ser o seu coordenador técnico, função que desempenha até hoje (2009), e o professor Mário Assad se tornou o coordenador administrativo, função desempenhada até o ano de 2010 (ano de seu falecimento). Ambos foram os responsáveis por administrar o serviço e promover a disseminação dessa rede pela UFPB.
Inicialmente, somente a UFPB em João Pessoa e Campina Grande estavam conectadas à rede e mesmo assim, com poucos setores como alguns departamentos e laboratórios. Com o tempo, outros órgãos com PAQTC, FAPESQ, UEPB, ETER, EMBRAPA e CEFET-PB buscaram formas de conexão. O principal serviço disponível e utilizado nesses tempos iniciais era o correio eletrônico, muito semelhante ao de hoje, porém, com menos possibilidades de transferência de conteúdo multimídia. Também estavam disponíveis serviços de transferência de arquivos, via FTP, acesso a computadores remotos, via Telnet, e até mesmo o bate-papo.
Em 1995 começou a abertura comercial da Internet no Brasil. Nesse período, a sociedade brasileira começava a debater intensamente as consequências do previsível crescimento do uso da rede. A Paraíba não foge desse contexto e nesse mesmo ano, no hotel Tambaú em João Pessoa, foi realizado um seminário sobre Internet. Embora de âmbito regional, esse foi o primeiro seminário público de Internet no Brasil; envolvendo empresas, universidades e profissionais da área. Para se ter uma ideia da importância do evento, participou como conferencista o coordenador da RNP, o professor Eduardo Tadao Takahashi.
Com o crescimento das discussões em nível estadual e nacional, a abertura comercial da Internet foi se concretizando e as conexões se ampliaram Brasil afora.